# Coniopteryx (Scotoconiopteryx) isthmicola
Coniopteryx (Scotoconiopteryx) isthmicola is een insect uit de familie van de dwerggaasvliegen (Coniopterygidae), die tot de orde netvleugeligen (Neuroptera) behoort. 
Coniopteryx (Scotoconiopteryx) isthmicola is voor het eerst wetenschappelijk beschreven door Meinander in 1972.